# M-11 (Pakistan)

De M-11 (Urdu: ایم ١١ موٹروے) is een autosnelweg in Pakistan. De M-15 verbindt L-20 Lahore Ring Road met de M-12 in Sambrial over een afstand van 103 kilometer. De snelweg werd geopend in 2018.
M-1 ·
M-2 ·
M-3 ·
M-4 ·
M-5 ·
M-6 ·
M-7 ·
M-8 ·
M-9 ·
M-10 ·
M-11 ·
M-12 ·
M-13 ·
M-14 ·
M-15 ·
M-16 ·
L-20